# Szólóművek hárfára
A következő lista a hárfára írott szólóműveket tartalmazza.
- Balassa Sándor
  - Szonatina op. 47
  - Északi ajándék op. 139
- Luciano Berio
  - Sequenza II (1963)
- Benjamin Britten
  - Hárfaszvit (1969)
- François-Adrien Boieldieu
  - Hárfaszonáta (1795), elveszett
- André Caplet
  - Déchiffrage (1910)
  - Divertissement à la française (1924)
  - Divertissement à l'espagnole (1924)
- Louise Charpentier
  - Rhapsodie
- Jan Ladislav Dussek
  - F-dúr szonáta The Lass of Richmond Hill, C. 183 (c. 1800)
  - Három szonáta (1797), feltehetőleg Sophia Dussek alkotása
    - No. 1 B-dúr, C. 12
    - No. 2 G-dúr, C. 13
    - No. 3 c-moll, C. 14

  - 6 szonatina (1799), feltehetőleg Sophia Dussek alkotása
    - No. 1 C-dúr, C. 160
    - No. 2 F-dúr, C. 161
    - No. 3 G-dúr, C. 162
    - No. 4 B-dúr, C. 163
    - No. 5 F-dúr, C. 164
    - No. 6 Esz-dúr, C. 165
- Gabriel Fauré
  - Impromptu, Op. 86 (1904)
  - Une châtelaine en sa tour, Op. 110 (1918)
- Reinhold Gliére
  - Impromptu (1947)
- Mihail Ivanovics Glinka
  - Nocturne Esz-Dúr (1828)
  - Variations on a Theme of Mozart (1822)
- Felix Godefroid
  - Carneval de Venise, Op. 184
  - La Danse de Sylphes
- Marcel Grandjany
  - Children at Play, Op. 16
  - Children's Hour Suite, Op. 25
  - Fantasie on a Theme by Haydn
  - Rhapsodie
- Alphonse Hasselmans
  - Follets, Op. 48
  - Gitana, Op. 21
  - La Source, Op. 44
  - Three Préludes, Op. 51–3
- Paul Hindemith
  - Hárfaszonáta (1939)
- Heinz Holliger
  - Sequenzen über Johannes I, 32 (1962)
- Jacques Ibert
  - 6 darab hárfára, legismertebb közülük a Scherzetto
- Jean-Baptiste Krumpholz
  - Hárfaszonáta, Op. 10 (c. 1787)
  - 4 Sonates non difficiles opcionális hegedűvel vagy csellóval, Op. 12 (c. 1787)
  - 4 Sonates chantantes opcionális hegedűvel, Op.16 (c1788), no.3
  - Recueil de douze préludes et petits airs, Op. 2 (c. 1776)
  - Duo két hárfára, Op. 5 (c. 1777)
  - Recueil contenant différens petits airs variés, egy szonáta és egy petit duo két hárfára, Op. 10 (c. 1787)
- Théodore Labarre
  - Méthode complète pour le harpe (1844)
  - Fantázia Donizetti, Rossini és mások operarészleteire
  - Jópár koncertmű
- Elias Parish Alvars
  - több, mint 80 darab, legismertebbek: La Mandoline – Grande Fantasie, Fantaisie sur Norma de Bellini Op. 36, La Danse des Fées Op. 76, Serenade Op. 83, Introduction, Cadenza and Rondo.
- Francesco Petrini
  - Hárfaszonáta (hegedű ad lib)
    - 6 db, Op. 1 (1769)
    - 6 db, Op. 3
    - 2 db, Op. 4
    - 3. kötet, Op. 9
    - 4. kötet, Op. 10 (c. 1780)
    - 1 db, Op. 39
    - 4 db, Op. 40 (1801)

  - Duo két hárfára (vagy hárfára és zongorára), Op. 7 (1773?)
  - Duo két hárfára (hegedű, basso continuo, ad lib), Op. 31
  - Áriák variációkkal
    - Első gyűjtemény, Op. 2 (1774)
    - Második gyűjtemémy, Op. 8 (1774)
    - Harmadik gyűjtemény, Op. 15 (1779)
    - Op. 16 (1779)
    - Op. 17 (c. 1780-5)

  - Delamanière at Delaplanque által publikált áriák és szonátatételek (c. 1790)
  - Variációk a "Le réveil du peuple de Gaveaux", "Vive Henri IV", "Bataille du Wagram" stb. művekre
- Gabriel Pierné
  - Impromptu-caprice, Op. 9 (1885)
- Wilhelm Posse
  - Carnival of Venice
  - 8 nagy koncert etüd
- Henriette Renié
  - Danse des Lutins
  - Feuille d'Automne
  - Légende
  - Angelus
- Joaquín Rodrigo
  - Impromptu (1959)
- Nino Rota
  - Sarabanda e Toccata
- Albert Roussel
  - Impromptu, Op. 21 (1919)
- Carlos Salzedo
  - Chanson dans la nuit
  - Scintillation
  - Variations on a Theme in Ancient Style
  - Whirlwind
- Camille Saint-Saëns
  - Fantázia, Op. 95
- Louis Spohr
  - c-moll fantázia, Op. 35 (1807)
  - Variációk Méhul "Je suis encore dans mon printemps" c. művére, Op. 36 (1807)
  - E-dúr variációk, WoO 29 (1808), lost
- Germanie Tailleferre
  - Szonáta hárfára
- John Thomas
  - Minstrel's Adieu
  - Echoes of a Waterfall - Concert Study
  - 4 Románc
  - 4 Évszak
  - Scenes of Childhood két hárfára (1863)
  - Cambria két hárfára (1863)
  - 48 hárfaetűd (1895)
- Marcel Tournier
  - Au matin – Étude de Concert
  - Berceuse Russe, Op. 40
  - Féerie
  - Jazz Band, Op. 33
  - Images, Suite 1., Op. 29, Suite 2., Op. 31, Suite 3-4., Op. 35
  - Quatre Prelude, Op. 16
  - Sonatine, Op. 30
  - Theme et Variations
  - Vers la Source dans le Bois